# Асаф Джах VII
Осман Алі-хан Асаф Джах VII (6 квітня 1886 — 24 лютого 1967; урду آصف جاہ) — Найвища Високість, останній нізам Гайдарабаду від 1911 до 1948 року, коли князівство було включено до складу Індійського Союзу. 

## Життєпис
Був другим сином нізама Асаф Джаха VI. Його старший брат помер 1887 року, й Осман Алі став спадкоємцем престолу. Його батько приділяв значну увагу освіті сина, запросивши вчителів англійської, урду й фарсі. Майбутній нізам писав вірші мовами урду й фарсі.
Був прогресивним правителем, опікувався мистецтвом, наукою й освітою. За 37-річний період його правління у Гайдарабаді з'явилось авіаційне сполучення, розвинулись електричні та залізничні мережі. На річці Манджира за 144 км від міста Гайдарабад було збудовано водосховище, а на річці Тунґабгадра — облаштовано іригаційну систему.
Практично всі публічні будівлі у місті Гайдарабад, включаючи шпиталь, суд, бібліотеку, музей та мерію, були збудовані за часів правління Асаф Джаха VII. Він реалізував освітню реформу. У той же період був заснований Османський університет. Початкова освіта стала обов'язковою, а для дітей з бідних родин — безкоштовною.
Коли 1947 року Британська Індія здобула незалежність, країну було розділено на Індію та Пакистан. Тубільні держави отримали змогу обирати, до якої з двох новостворених держав вони хочуть увійти. Гайдарабад був найбільшим з тубільних князівств, тому нізам відмовився приєднуватись до новостворених держав, сподіваючись зберегти незалежність Гайдарабаду у складі Британської співдружності. Утім, британський уряд категорично відкинув ідею незалежності, після чого нізам почав перемовини з Індією про автономію, а ближче до їх завершення, намагався й тиснути на Індію, а також розпочав перемовини з Пакистаном.
При цьому у Гайдарабаді спалахнуло селянське повстання проти самого нізама, яке останньому вдалось придушити. У вересні 1948 року Індія окупувала й анексувала Гайдарабад. 1950 року колишній нізам отримав церемоніальний пост раджпрамукха. 1956 року, коли в Індії була проведена реформа адміністративно-територіального поділу, і штати були сформовані за мовами народів, що їх населяли.